# カール＝ハインリヒ・ボーデンシャッツ

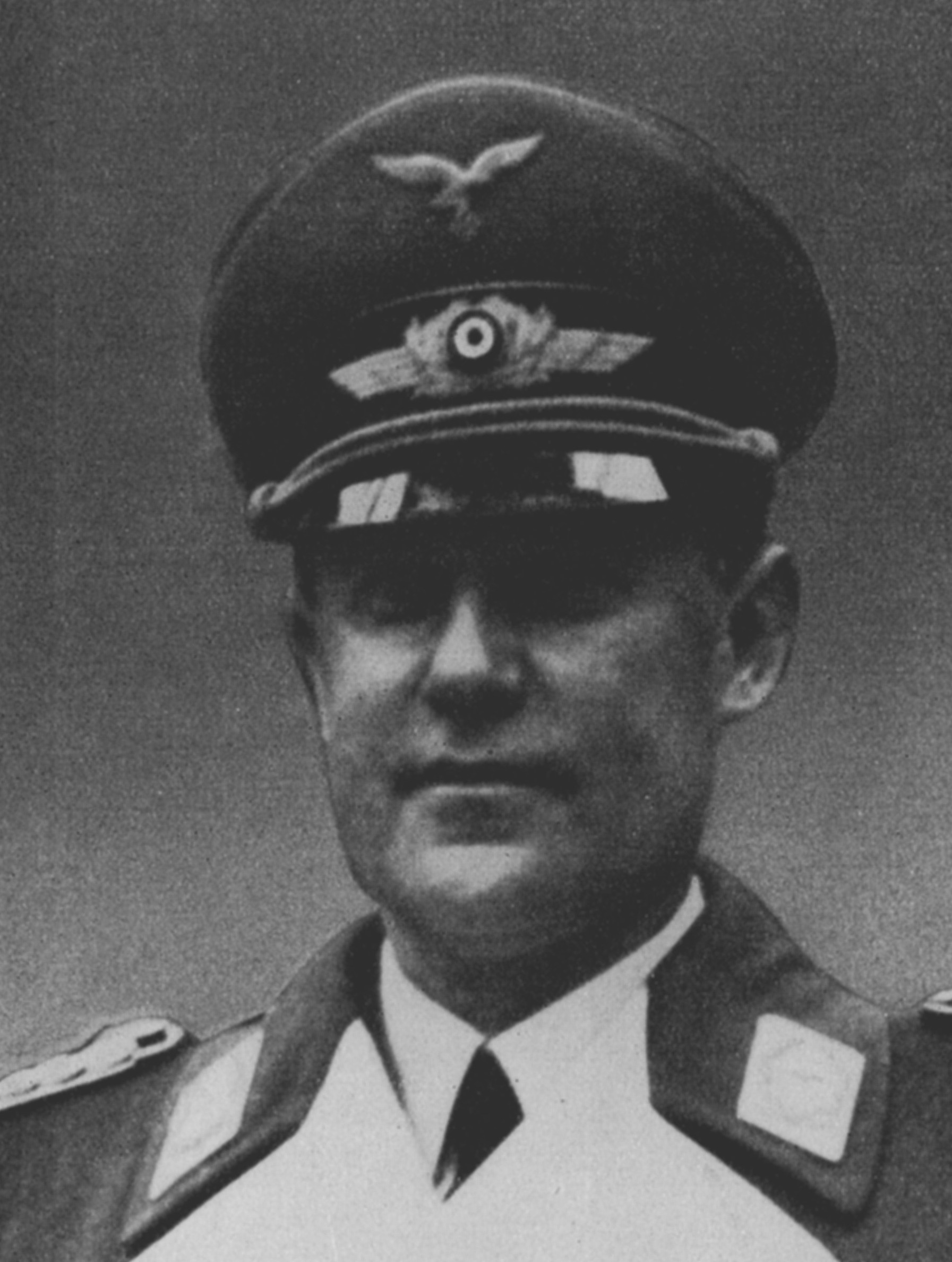
1941年頃撮影

カール＝ハインリヒ・ボーデンシャッツ（Karl-Heinrich Bodenschatz、1890年12月10日–1979年8月25日）は、ドイツの空軍軍人。最終階級はドイツ国防軍空軍航空兵大将。

## 経歴
バイエルン王国レーハウの平民の家庭に生まれる。1910年にアビトゥーアに合格後、軍人への道を進む。第一次世界大戦には当初少尉として歩兵連隊で従軍した。1916年に航空部隊に転じる。1916年10月、オズヴァルト・ベルケ（de:Oswald Boelcke）率いる第2戦闘機中隊に特務将校（副官）として配属される。最初の任務はベルケの遺体をその故郷に運ぶことだった。1917年2月、マンフレート・フォン・リヒトホーフェンの副官となり、第11戦闘機中隊、ついで第1戦闘機団に配属された。1918年4月のリヒトホーフェンの戦死と7月のヴィルヘルム・ラインハルト(Wilhelm Reinhard)の戦死後、ヘルマン・ゲーリングが同部隊の隊長に就任した。ボーデンシャッツとゲーリングは以後親しい友人となる。

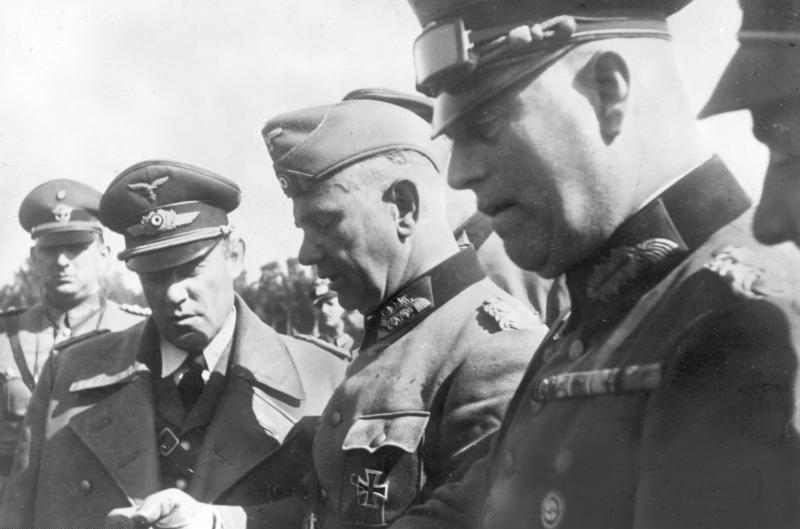
ライヒェナウ将軍から戦況説明を受けるボーデンシャッツ少将（左から二人目）、カイテル上級大将ら（1939年9月）

1919年から1933年まで、ボーデンシャッツはヴァイマル共和国軍の将校をしていた。1933年、ゲーリングは新設されるドイツ空軍のためボーデンシャッツを個人相談役および副官として招聘した。1936年から1938年まで、ボーデンシャッツはプロイセン州首相ゲーリングの官房長を務めた。1938年から第二次世界大戦の終戦まで、ドイツ航空省官房長を務めた。同時にゲーリングの外交特使も務めており、また1938年のブロンベルク罷免事件でも一定の役割を演じた。

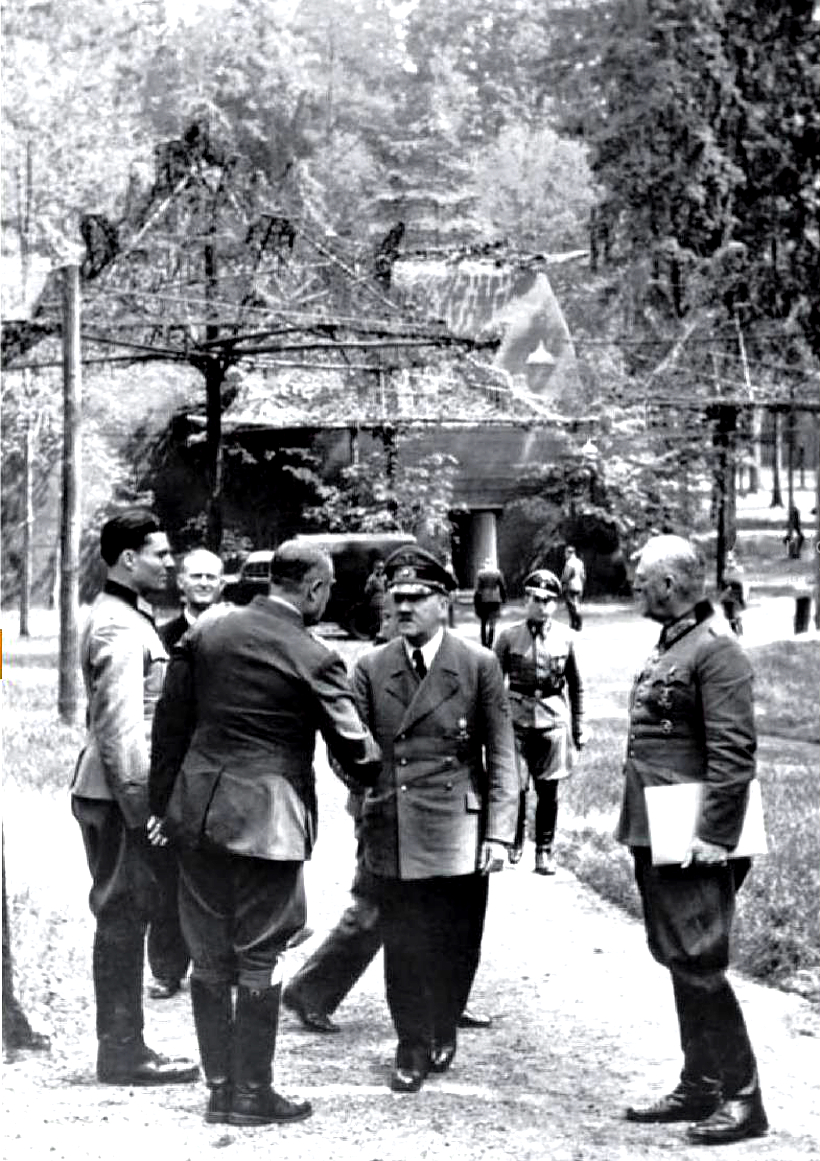
ヒトラーと握手するボーデンシャッツ。左端はシュタウフェンベルク大佐（1944年7月15日、ヴォルフスシャンツェ）

第二次世界大戦中、ボーデンシャッツはアドルフ・ヒトラーとゲーリング連絡官を務めた。そのため戦争後半は総統大本営に駐在することが多かった。1941年7月に航空兵大将に昇進。クラウス・フォン・シュタウフェンベルク大佐らによる1944年7月20日のヒトラー暗殺未遂事件の際に重傷を負い、任務に耐えないと判断された。
1945年から1947年までアメリカ軍の捕虜となり、ニュルンベルク裁判ではゲーリング側の証人として出廷した。1948年末にエアランゲンの控訴裁判所により不起訴と判断された。ナチス・ドイツ時代のボーデンシャッツのキャリアは第一次世界大戦当時の個人的繋がりのみによると判断されたこと、またナチ党に入党したのが1941年3月と、割合遅かったためであった。
西ドイツのバイエルン州エアランゲンで死去した。